# Цекоти
Цекоти (пол. Ciekoty) — село в Польщі, у гміні Маслув Келецького повіту Свентокшиського воєводства.
Населення — 510 осіб (2011).
У 1975-1998 роках село належало до Келецького воєводства.

## Демографія
Демографічна структура на день 31 березня 2011 року:
|          | Загалом | Допрацездатний вік | Працездатний вік | Постпрацездатний вік |
| -------- | ------- | ------------------ | ---------------- | -------------------- |
| Чоловіки | 264     | 72                 | 168              | 24                   |
| Жінки    | 246     | 60                 | 148              | 38                   |
| Разом    | 510     | 132                | 316              | 62                   |